# 1936年12月13日日食
1936年12月13日日食是一次日環食，發生於1936年12月13日（東半球為12月14日）。新月當天（即朔日），地球上觀測到月球和太阳的角距離極小，此時月球如果恰好在月球交點附近，穿過太阳和地球之間，與地球、太阳接近一直線，則會出現日食。月球穿過太阳和地球之間，但距地球較遠，本影未能接觸地表，而使偽本影覆蓋的區域內看到月球的角直徑小於太陽，就形成日環食，同時在偽本影兩側數千公里的半影範圍內形成日偏食。此次日環食經過了澳大利亚、新西兰、皮特凯恩群岛，日偏食則覆蓋了澳大拉西亞、太平洋中南部諸島嶼及周邊部分地區。

## 日食概況

### 出現區域
澳大利亚西澳大利亚州和小巽他群島之間的印度洋東部海域在12月14日日出時最先看到日環食，隨後月球偽本影向東南斜貫澳大利亚，跨過塔斯曼海，貫穿新西兰北島，逐漸轉為向東移動，跨過國際日期變更線後在查塔姆群島東北約720公里處達到最大食分。此後偽本影逐漸轉向東北移動，經過很長的洋面，覆蓋了英國殖民地皮特凯恩群岛的奧埃諾島後在12月13日日落時分結束於復活節島東北約1700公里的洋面。
偽本影經過的陸地依次包括：
- ：自西北向東南斜貫西澳大利亚州東北部、北領地中部偏南、昆士蘭州南部，又擦過南澳大利亚州東北部後斜貫新南威爾斯州東北部；
- 新西兰：北地大區南部、奧克蘭大區除豪拉基灣內島嶼中北部外的絕大部分、懷卡托除南部外的大部、馬納瓦圖-旺加努伊北端、普倫蒂灣大區除南端外的大部、霍克湾大区北部、吉斯伯恩大區除南端外的大部；
- 皮特凯恩群岛：奧埃諾島。[3][4]

除了上述狹窄的環食帶內能看到日環食之外，月球半影覆蓋範圍內都能看到日偏食，包括马来群岛中東部、澳大拉西亞、美拉尼西亚島群、密克羅尼西亞島群西南部、玻里尼西亞島群中南部、智利中部偏南、阿根廷西部邊境的一小片區域，及南极洲靠近太平洋的部分區域。其中國際日期變更線兩側大約各有一半，該線以東的部分在12月13日看到日食，以西部分在12月14日看到日食。

### 基本參數
- 類型：日環食
- 食甚中心處（位於新西兰查塔姆群島東北約720公里的南太平洋）資料：
  - 時間：1936年12月13日23:27:47.8
  - 地點：37°49.1′S 172°36.7′W / 37.8183°S 172.6117°W
  - 食分：0.9349（環食帶內最大）
  - 日環食持續時間：7分25.3秒

## 相關的日食

### 1935-1938年的日食
月球交替位於相對的月球交點時，以半個交點年（食年），即約177天又4小時間隔出現下列日食。
註：1935年2月3日和1935年7月30日的日偏食屬於上一組交點年系列。
| 升交點   | 升交點                    |          | 降交點                   | 降交點 |
| 沙羅周期 | 地圖                      | 沙羅周期 | 地圖                     |        |
| 111      | 1935年1月5日 偏食（南）   | 116      | 1935年6月30日 偏食（北） |        |
| 121      | 1935年12月25日 環食       | 126      | 1936年6月19日 全食       |        |
| 131      | 1936年12月13日 環食       | 136      | 1937年6月8日 全食        |        |
| 141      | 1937年12月2日 環食        | 146      | 1938年5月29日 全食       |        |
| 151      | 1938年11月21日 偏食（北） |          |                          |        |

### 沙羅周期
沙羅週期長度為18年11天。本次日食屬於沙羅週期131，共包含70次日食，依次為1125年8月1日至1504年3月16日的22次日偏食、1522年3月27日至1612年5月30日的6次日全食、1630年6月10日至1702年7月24日的5次全環食（亦稱混合食）、1720年8月4日至2243年6月18日的30次日環食、2261年6月28日至2369年9月2日的7次日偏食，總共歷時1244.08年。其中最長的全食發生於1612年5月30日，僅持續了短短58秒。
下表列舉了1901年至2100年間發生的屬於該周期的日食，是第46至56次：
| 46            | 47             | 48             |
| ------------- | -------------- | -------------- |
| 1918年12月3日 | 1936年12月13日 | 1954年12月25日 |
| 49            | 50             | 51             |
| 1973年1月4日  | 1991年1月15日  | 2009年1月26日  |
| 52            | 53             | 54             |
| 2027年2月6日  | 2045年2月16日  | 2063年2月28日  |
| 55            | 56             |                |
| 2081年3月10日 | 2099年3月21日  |                |

## 資料來源
1. ↑  樊忠玉. . 中国天文科普网.   [2016-03-27]. （原始内容存档于2014-09-17）.
2. 1 2  Fred Espenak. . NASA Eclipse Web Site.   [2016-03-27]. （原始内容存档于2020-10-24）.（英文）
3. ↑  Fred Espenak. . NASA Eclipse Web Site.   [2016-03-27]. （原始内容存档于2020-10-24）.（英文）
4. ↑  Xavier M. Jubier. .   [2016-03-27]. （原始内容存档于2017-03-05）.（法文）（英文）
5. ↑  Fred Espenak. . NASA Eclipse Web Site.   [2016-03-27]. （原始内容存档于2017-12-28）.（英文）
6. ↑  Fred Espenak. . NASA Eclipse Web Site.（英文）

## 外部連結
- NASA日食專頁（页面存档备份，存于）（英文）
- 可見區域圖和時間統計：由弗雷德·埃斯佩纳克做出的日食預報，NASA/GSFC
  - Google互動地圖呈現的日食範圍
  - 貝塞爾元素
- Google地圖顯示的日環食和日偏食範圍（页面存档备份，存于）（法文）（英文）

| \| \| 日食 \|                             |                               |                                          |
| 上一次日食： 1936年6月19日日食 （日全食） | 1936年12月13日日食 （日環食） | 下一次日食： 1937年6月8日日食 （日全食） |
| 上一次日環食： 1935年12月25日日食         | 1936年12月13日日食 （日環食） | 下一次日環食： 1937年12月2日日食         |
|                                           | 日食                          |                                          |